# Draba brackenridgei
Draba brackenridgei là một loài thực vật có hoa trong họ Cải. Loài này được A.Gray mô tả khoa học đầu tiên năm 1854.